# Echaporã (ort)
Echaporã är en ort i Brasilien.   Den ligger i kommunen Echaporã och delstaten São Paulo, i den södra delen av landet, 800 km söder om huvudstaden Brasília. Echaporã ligger 694 meter över havet och antalet invånare är 6 318.
Terrängen runt Echaporã är platt åt sydväst, men åt nordost är den kuperad. Echaporã ligger uppe på en höjd. Runt Echaporã är det glesbefolkat, med 13 invånare per kvadratkilometer.. Echaporã är det största samhället i trakten.
Omgivningarna runt Echaporã är huvudsakligen savann.